# Rafinesquia californica
Rafinesquia californica es una especie de planta herbácea perteneciente a la familia de las asteráceas. Es originaria de Norteamérica.

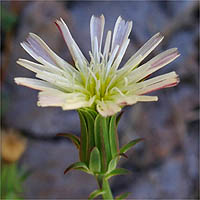
Flor

## Descripción
Tiene capítulos con elegantes pétalos de flores blancas. Las lígulas de las flores tienen ráfagas de color lavanda o rosa en la parte inferior, una característica notable cuando las cabezas están cerradas. Cada fruto tiene un vilano de pelos rígidos de color marrón claro o blanco.
Es una de las primeras plantas que brotan en las áreas recientemente limpiadas por el fuego. De hecho, las semillas germinan con mayor facilidad en presencia de la madera quemada.[

## Distribución y hábitat
Es nativa de la mayor parte del suroeste de los Estados Unidos hasta el norte de Oregón, y Baja California en México.